# Police Academy: Mission to Moscow
Police Academy: Mission to Moscow (Brasil: Loucademia de Polícia 7 - Missão Moscou / Portugal: Academia de Polícia 7: Missão em Moscovo) é um filme americano de 1994, do gênero comédia, dirigido por Alan Metter e distribuido pela Warner Bros. Pictures.

## Sinopse
Os russos buscam a ajuda dos veteranos da Academia de Polícia para tentarem deter um poderoso mafioso que descobriu um modo de ter acesso a todos os computadores do mundo, podendo assim captar dados, informações e cometer diversos crimes. Então, o Comandante Lassard (George Gaynes) e toda sua trupe atrapalhada partem para Moscou para combaterem o mafioso e sua quadrilha.

## Elenco
- George Gaynes ... Comandante Eric Lassard
- Michael Winslow ... Sargento Larvelle Jones
- David Graf ... Sargento Eugene Tackleberry
- Leslie Easterbrook ... Capitão Debbie Callahan
- G.W. Bailey ... Capitão Thaddeus Harris
- Christopher Lee ... Comandante Alexandrei Nikolaivich Rakov
- Ron Perlman ... Konstantine Konali
- Claire Forlani ... Katrina
- Charlie Schlatter ... Cadete Kyle Connors
- Richard Israel ... Adam Sharp
- Gregg Berger ... Tenente Talinsky
- Vladimir Dolinsky ... Bellboy
- Pamela Guest ... Anchorwoman
- Stuart Nisbet ... Anchorman
- David St. James ... News director
- Alexander Skorokhod ... Boris Yeltsin
- Maria Vinogradova ... Senhora com uma bolsa em Gorky Park
- Nikolai Pastukhov ... Chefe de Família

## Recepção
No site agregador de críticas Rotten Tomatoes, 0% das 7 resenhas dos críticos são positivas.